# فرقه سوسیالیست کارگران و دهقانان ترکیه

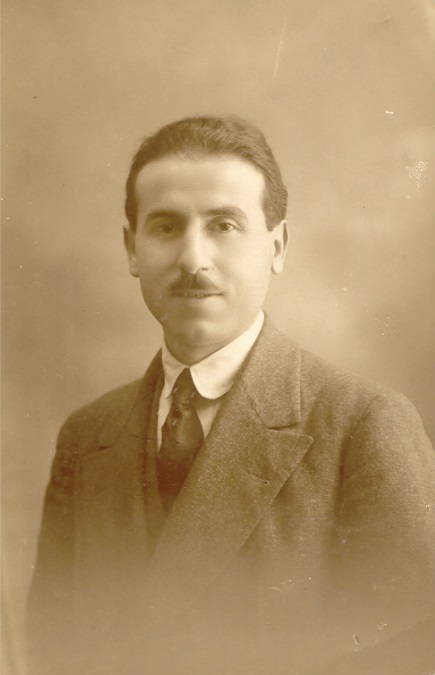
رخ‌نگارهٔ شفیق حسنو از اعضای برجسته حزب سوسیالیست کارگران و دهقانان ترکیه

فرقۀ سوسیالیست کارگران و دهقانان ترکیه یا حزب سوسیالیست کارگران و دهقانان ترکیه (به ترکی: Türkiye İşçi ve Çiftçi Sosyalist Fırkası, TİÇSF) یک حزب سیاسی سوسیالیست بود که در ۲۲ سپتامبر ۱۹۱۹ در استانبول تأسیس شد. شفیق حسنو، ادهم نجات، احمد عاکف، صدرالدین جلال، نفی آتوغ کانسو، جواد جودت و نامیق اسماعیل از اعضای برجستۀ آن بودند. این حزب با تصرف استانبول توسط بریتانیا و فرانسه فعالیت‌های خود را به حالت تعلیق درآورد.
فرقۀ سوسیالیست کارگران و دهقانان ترکیه از کمال آتاترک اعلام پشتیبانی کرد. سران این حزب همچنین در نخستین کنگرۀ حزب کمونیست ترکیه در باکو در ۱۰ سپتامبر ۱۹۲۰ که طی آن تأسیس حزب کمونیست ترکیه اعلام شد حضور داشتند.